# Pseudocometes argutulus
Pseudocometes argutulus är en skalbaggsart som först beskrevs av Jean Baptiste Lucien Buquet 1851.  Pseudocometes argutulus ingår i släktet Pseudocometes och familjen långhorningar. Inga underarter finns listade i Catalogue of Life.